# Gli Svizzeri (serie di film)
Gli Svizzeri è una serie di quattro film sulla storia svizzera, del regista Dominique Othenin-Girard e mandata in onda dalla SRG SSR in novembre 2013.

## Primo episodio: La battaglia del Morgarten
Il primo film mostra l'origine della Svizzera, ovvero l'alleanza stipulata tra i cantoni Uri, Svitto e Untervaldo, il mito di Guglielmo Tell, la contesa tra Svitto e il monastero di Einsiedeln, la mitica Battaglia di Morgarten. L'episodio porta enfasi sui personaggi di Werner Stauffacher (emissario di Svitto).

## Secondo episodio: Il Guerriero e il Santo
Il secondo film mostra come gli Svizzeri, dopo aver vinto numerose battaglie, hanno ottenuto una fama di valorosi guerrieri tanto da farsi assumere come mercenari da svariati eserciti europei. I soldati venivano forniti dai cantoni di campagna, ma i cantoni di città godevano di maggiori benefici. Questo ha portato a dei conflitti tra i cantoni di città e quelli di campagna. La guerra, così mostra il filmato, è stata evitata grazie ai consigli frate cappuccino Nicolao della Flüe, che ha fondato i pilastri sui quali si basa la pace e la stabilità della Svizzera. Nell'episodio si porta enfasi sull'ascesa al potere di Hans Waldmann nella città di Zurigo e sulla vita di Nicolao della Flüe.

## Terzo episodio: Il generale che salvò la Svizzera
Il terzo film mostra lo sviluppo nel XIX secolo delle tensioni fra i cantoni conservatori (Sonderbund) e quelli liberali. Dopo la rivoluzione francese, anche in Svizzera i conservatori optarono per la rivoluzione e si imposero sui liberali, creando maggiori tensioni e la guerra civile. Quando fu guerra, il generale Guillaume-Henri Dufour circondò la città di Friburgo e la costrinse ad arrendersi. In seguito, durante la battaglia decisiva a Gisikon vinse, grazie alla sua tattica di risparmiare vite, evitando grosse perdite umane.

## Quarto episodio: La conquista del Gottardo
Il quarto episodio mostra la nascita della Svizzera moderna dopo la battaglia del Sonderbund e di come Alfred Escher, al fianco di Stefano Franscini, fa costruire il politecnico federale, espande la rete ferroviaria nazionale e per garantire l'indipendenza dalle banche estere, fonda di Credito Svizzero. Nonostante numerosi dissensi, fa costruire la galleria ferroviaria del San Gottardo.